# Svartfjällig musseron
Svartfjällig musseron (Tricholoma atrosquamosum) är en svampart som tillhör divisionen basidiesvampar, och som beskrevs av Pier Andrea Saccardo. Svartfjällig musseron ingår i släktet musseroner, och familjen Tricholomataceae. Enligt den svenska rödlistan är arten sårbar i Sverige. Arten förekommer i Öland, Svealand, Nedre Norrland och Övre Norrland. Artens livsmiljö är skogslandskap.